# Mycetophagus tauricus
Mycetophagus tauricus is een keversoort uit de familie boomzwamkevers (Mycetophagidae). De wetenschappelijke naam van de soort werd in 1923 gepubliceerd door Pliguinsky.